# Sistema monoclínic

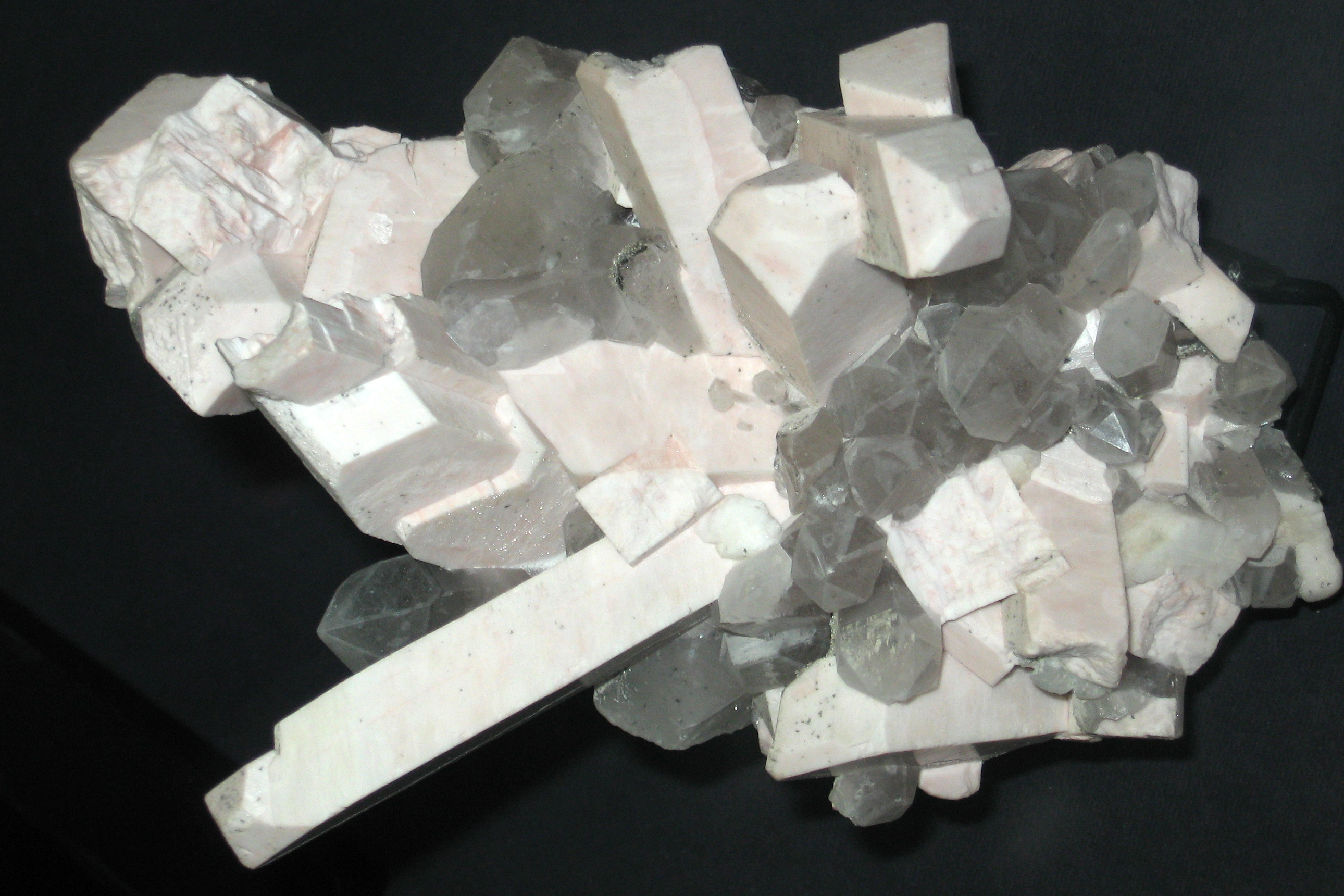
Un exemple de cristalls monoclínics, ortoclasa

Monoclínic en cristal·lografia és una xarxa monoclínica d'un sistema cristal·lí que consta d'un eix binari, un pla perpendicular a aquest i un centre d'inversió. La denotacio de la xarxa monoclínica és 2/m. En el sistema monoclínic el cristall es descriu per vectors de desigual longitud com en el sistema ortoròmbic. Formen un prisma rectangular amb un paral·lelogram a la seva base. Per tant, dos parells de vectors són perpendiculars mentre que el tercer parell fa un angle diferent de 90°.

## Exemples químics específics
Un exemple de cristall monoclínic és el sofre elemental (el qual també es pot presentar en forma ròmbica).

Monoclínic simple
Monoclínic centrat

Els cristalls d'aquest sistema es classifiquen en les tres classes següents:
- Monoclinic
- Domatic
- Prismatic